# Linda-a-Pastora
Linda-a-Pastora é uma localidade da freguesia de Carnaxide e Queijas, no Município de Oeiras, Portugal. Expande-se harmoniosamente pela encosta da margem direita do Jamor. No censo de 2001 foram registados 790 habitantes. Conhecida pelo Santuário da Rocha e pela Casa Cesário Verde.

## Locais de interesse
- Casa Cesário Verde - O poeta Cesário Verde, viveu aqui a sua infância. E aqui se refugiou para escrever as suas grandes obras.[1] Em 1919 um incêndio devorou parte da casa, tendo ardido parte dos papéis e livros que, acaso, seriam o espólio de Cesário.[2]
- Túmulo da Beata Maria Clara do Menino Jesus na Casa-Mãe da Congregação das Irmãs Franciscanas Hospitaleiras da Imaculada Conceição
- Santuário de Nossa Senhora da Rocha - No dia 31 de Maio de 1822 foi encontrada numa gruta, nas margens do rio Jamor, uma imagem da Santíssima Virgem, o santuário foi construído entre 1830 e 1892, tendo sido inaugurado em 1893. Todos os anos, em Maio, realiza-se uma romaria em honra de Nossa Senhora da Conceição da Rocha. O santuário mariano pertence à Irmandade de Nossa Senhora da Conceição da Rocha.[3]
- Amazonia Jamor Hotel - Hotel de quatro estrelas com 97 quartos.[4]

## Associações
- «Bombeiros Voluntários de Linda-a-Pastora»
- Linda-a-Pastora Sporting Clube